# 鳥取絹子
鳥取 絹子（とっとり きぬこ、1947年 - ）は、日本の翻訳家、評論家。

## 略歴
富山県生まれ。お茶の水女子大学家政学部食物学科卒業後、柴田書店勤務。
1972年から1974年パリ滞在。帰国後、翻訳家およびジャーナリスト。

## 著書
- 『二十二年の日曜便り 両親に宛てたハガキの記録』（フレーベル館） 1986
- 『ゴルビーのお産』（青山出版社） 1996
- 『ふらんす気分で山小屋暮らし』（リヨン社） 1998
- 『大人のための「星の王子さま」 愛の旅人サン=テグジュペリが本当に伝えたかったこと』（北杜夫監修 ベストセラーズ） 2000
- 『フランス流美味の探究』（平凡社新書　2003
- 『フランスのブランド美学』（文化出版局） 2008
- 『『星の王子さま』隠された物語 サン=テグジュペリが伝えたかったこと』（ベストセラーズ） 2014

## 翻訳
- 『虚飾のパリ・コレクション』（マリエラ・リギーニ、マガジンハウス） 1993
- 『ゲンスブールまたは出口なしの愛』（ジル・ヴェルラン、永瀧達治共訳、マガジンハウス） 1993
- 『太陽の王ラムセス 1』（クリスチャン・ジャック、青山出版社） 1996
- 『不真面目な十七歳』（バルバラ・サムソン、紀伊国屋書店） 1996
- 『ブルース』（リシャール・ボーランジェ、村上龍監訳、幻冬舎文庫） 1997
- 『お月さまがほしい』（ドミニック・ミュラー、ベストセラーズ） 1998
- 『あなたのスタイルを見つけなさい フランス・モードに学ぶ"個性を光らせる秘訣"』（シャンタル・トマス、ベストセラーズ） 1999
- 『老いのレッスン』（クロード・オリヴェンシュタイン、紀伊國屋書店） 1999
- 『息子への手紙 そして、いつの日か大人になるすべての男の子へ』（ミシェル・フィトゥーシ、PHPエディターズ・グループ） 1999
- 『クリスチャン・ジャックのヒエログリフ入門』（矢島文夫監修 紀伊國屋書店） 2001
- 『仕事を持つのは悪い母親?』（シルヴィアンヌ・ジャンピノ、紀伊國屋書店） 2002
- 『ロスチャイルド家の上流恋愛作法 愛される女性たちの秘密』（ナディーヌ・ロスチャイルド、ベストセラーズ） 2002
- 『ヒラリーという生き方 女性が夢を実現する方法』（クリスチヌ・オックラン、ベストセラーズ） 2003
- 『子どもの味覚を育てる ピュイゼ・メソッドのすべて』（ジャック・ピュイゼ、三國清三監修、紀伊國屋書店） 2004
- 『これから女の子になるための女の子大事典』（ソニア・フェールチャック、主婦の友社） 2004
- 『退屈の小さな哲学』（ラース・スヴェンセン、集英社新書） 2005
- 『サン=テグジュペリ伝説の愛』（アラン・ヴィルコンドレ、岩波書店） 2006
- 『私はガス室の「特殊任務」をしていた 知られざるアウシュヴィッツの悪夢』（シュロモ・ヴェネツィア、河出書房新社） 2008
- 『わたしの身体深く』（カトゥーシャ、ポプラ社） 2009
- 『沈黙の美女 耳の聴こえない私がトップモデルになるまで』（ブレンダ・コスタ、阪急コミュニケーションズ） 2010
- 『わたしはノジュオド、10歳で離婚』（ノジュオド・アリ, デルフィヌ・ミヌイ、河出書房新社） 2010
- 『バルテュス、自身を語る』（アラン・ヴィルコンドレ聞き手、河出書房新社） 2011
- 『見知らぬ心臓』（シャルロット・ヴァランドレイ、マガジンハウス） 2013
- 『庭師が語るヴェルサイユ』（アラン・バラトン、原書房） 2014
- 『巨大化する現代アートビジネス』（ダニエル・グラネ, カトリーヌ・ラムール、紀伊國屋書店） 2015
- 『フランス人は子どもにふりまわされない 心穏やかに子育てするための100の秘密』（パメラ・ドラッカーマン、CCCメディアハウス） 2015
- 『ピカソになりきった男』（ギィ・リブ、キノブックス） 2016
- 『フランスのパパはあわてない 妊娠から産後まで妻を支える166の心得』（リオネル・パイエス, ブノワ・ル・ゴエデック、CCCメディアハウス） 2016

### 「地図で読む世界情勢」
- 『地図で読む世界情勢』（ジャン-クリストフ・ヴィクトル, ヴィルジニー・レッソン, フランク・テタール著、フレデリック・レルヌー地図作成、草思社） 2007
- 『地図で読む世界情勢 衝撃の近未来』（ジャン-クリストフ・ヴィクトル, ヴィルジニー・レッソン, フランク・テタール著、フレデリック・レルヌー地図作成、河出書房新社） 2009
- 『地図で読む世界情勢 2012』（ジャン-クリストフ・ヴィクトル、河出書房新社） 2012
- 『最新地図で読む世界情勢 これだけは知っておきたい世界のこと』（ジャン=クリストフ・ヴィクトル, ドミニク・フシャール, カトリーヌ・バリシュニコフ、CCCメディアハウス） 2015

### ミュリエル・ジョリヴェ
- 『子供不足に悩む国、ニッポン なぜ日本の女性は子供を産まなくなったのか』（ミュリエル・ジョリヴェ、大和書房） 1997
- 『フランス新・男と女 幸福探し、これからのかたち』（ミュリエル・ジョリヴェ、平凡社新書　2001
- 『ニッポンの男たち フランス女性が聞いたホンネの話』（ミュリエル・ジョリヴェ、筑摩書房） 2002
- 『移民と現代フランス フランスは「住めば都」か』（ミュリエル・ジョリヴェ、集英社新書　2003